# Hiʻiaka

Hiʻiaka orbita Haumea.

Hiʻiaka, também conhecido como Haumea I, é a maior lua do planeta-anão e plutoide Haumea (há duas luas de Haumea: Hiʻiaka e Namaka). Sua designação provisional foi S/2005 (2003 EL61) 1.
Hiʻiaka foi descoberto por Michael E. Brown, Chad Trujillo e David Rabinowitz em 26 de janeiro de 2005.

## Brilho e dimensão
O brilho medido do satélite natural é de 5,9 ± 0,5%, dentro de um diâmetro de, aproximadamente, 22% do seu planeta-anão, ou na extensão de 350 km, assumindo um albedo similar. Para colocar isso em perspectiva, essa lua podia ser o quinto maior asteroide depois de 1 Ceres, 2 Pallas, 4 Vesta e 10 Hygiea se ele estivesse no cinturão de asteroides, enquanto ele poderia está observado na lista dos maiores asteroides conhecidos fora da órbita de Júpiter.

### Massa
Somente o total da massa do sistema é conhecido, mas assumindo que a lua tem a mesma densidade e albedo do planeta-anão Haumea, Sua magnitude diferente (3,3) pode ser usada para estimar a massa do satélite natural como sendo 1% da massa de Haumea.